# Jugend

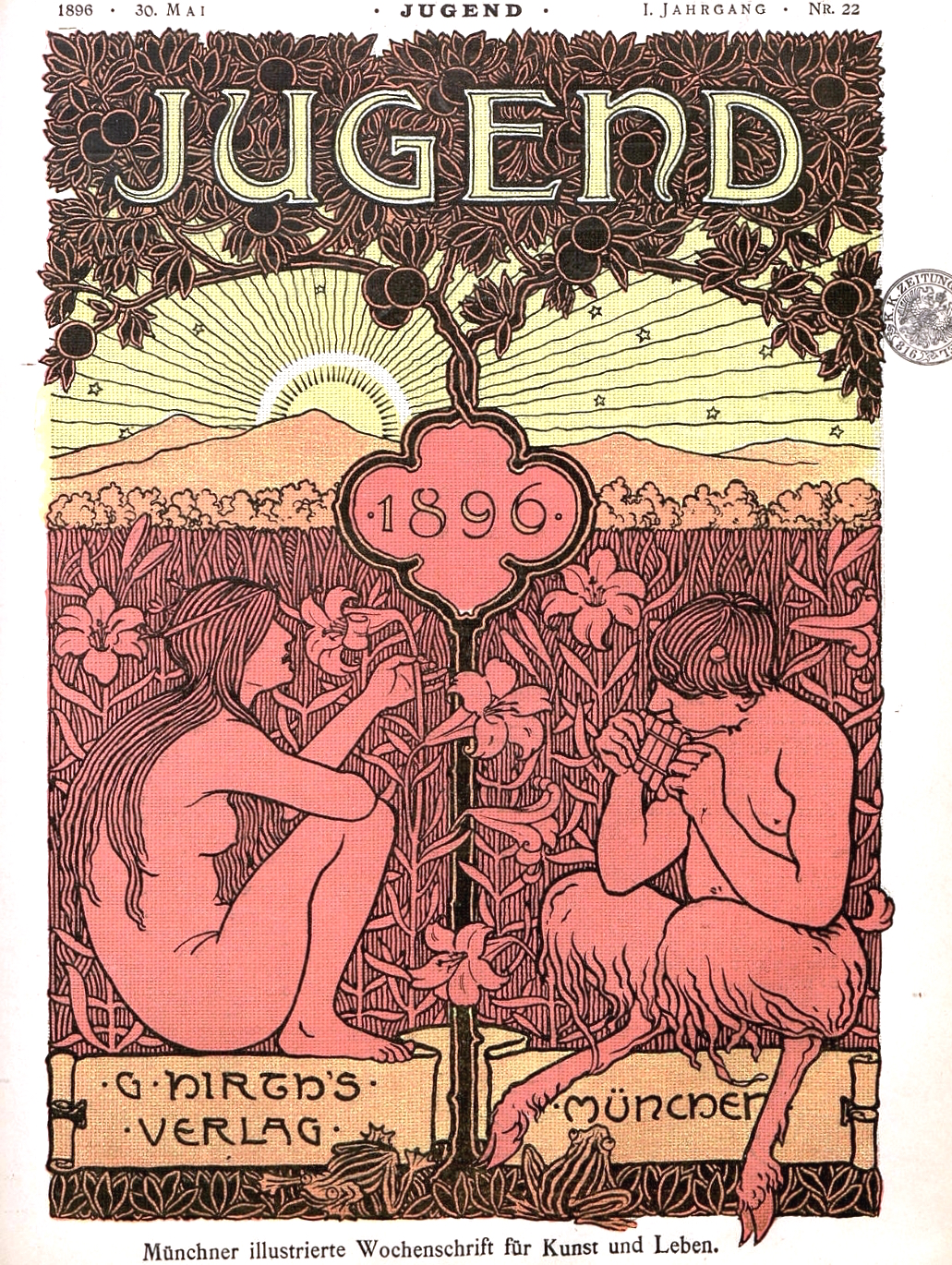
Uma das capas da revista

### Oque foi a revista Die Jugend?
A revista "Die Jugend" foi uma publicação semanal de arte e cultura na qual desempenhou um papel ignificativo na Alemanha no final do século XIX e no início do sec XX. Fundada em 1896 por Georg Hirth, a revista se tornou um importante veiculo para a promoção do movimento Art Nouveau na Alemanha. 
"Die Jugend" sempre foi conhecido pelo seu design inovador, o qual incorporava ilustrações coloridas, tipografia moderna e conteúdo editorial diversificado abrangindo a arte, literatura, moda e crítica cultural. A revista também teve contribuições de artistas renomados da época, como Peter Behrens, Koloman Moser, e muitos outros. 
Além de promover o estilo Art Nouveau, "Die Jugend" alem do mais desempenhou um papel crucial na popularização do design gráfico e da arte moderna na Alemanha.  A revista foi publicada até 1940, tendo influenciado significativamente a cultura visual e o pensamento artístico da época. 

#### Não se relacionava com o Nazismo!
É importante esclarecer que a revista "Die Jugend" não era nazista.
"Die Jugend" foi uma revista alemã que surgiu no final do século XIX e se estendeu até o início do século XX. Ela era conhecida por seu foco em arte, literatura e cultura, especialmente durante a era do movimento Art Nouveau.
Os nazistas, liderados por Adolf Hitler, surgiram muito depois, durante a década de 1920, e o Partido Nacional Socialista dos Trabalhadores Alemães (Nazista) não estava associado à revista "Die Jugend". Os nazistas promoviam uma ideologia radical e totalitária que contrastava com a abordagem cultural e artística da revista.

Portanto, "Die Jugend" era uma revista cultural e artística e não tinha ligações com o nazismo.